# Yuichi Shoda
Yuichi Shoda ist ein japanischer Psychologe im Bereich der Persönlichkeitstheorie.

## Leben
Shoda wurde in Japan geboren und wuchs dort auf. Er studierte Physik an der Universität Hokkaidō in Sapporo. Nach dem Besuch der University of California, Santa Cruz graduierte er in Psychologie an der Stanford University und beendete sein Studium an der Columbia University. Seit 1996 ist er Professor für Psychologie an der University of Washington. Er trug zur Entwicklung des kognitiven Persönlichkeitsmodells von Walter Mischel bei.

## Werke
- Yuichi Shoda, Daniel Cervone, Geraldine Downey (Hrsg.): Persons in context: building a science of the individual. Guilford Press, New York 2007, ISBN 978-1-59385-567-3.
- Daniel Cervone, Yuichi Shoda (Hrsg.): The coherence of personality: Social-cognitive bases of personality consistency, variability, and organization. Guilford, New York 1999.
- Yuichi Shoda, Walter Mischel: Reconciling contextualism with the core assumptions of personality psychology. In: European Journal of Personality, 14, 2000, S. 407–428.
- Yuichi Shoda, Walter Mischel: Cognitive social approach to dispositional inferences: What if the perceiver is a cognitive-social theorist? In: Personality and Social Psychology Bulletin, 19, 1993, S. 574–585.
- Yuichi Shoda, Walter Mischel, Jack C. Wright: Links between personality judgments and contextualized behavior patterns: Situation-behavior profiles of personality prototypes. In: Social Cognition, 4, 1993, S. 399–429.